# Ancylostoma duodenale
Ancylostoma duodenale és una espècie paràsita de l'embrancament dels nematodes, de l'ordre dels etrongílides, causant d'una de les parasitosis mes prevalents al món, en particular en països en desenvolupament amb clima càlid i humit, coneguda com a ancilostomosi, la qual pot causar diarrea, dolor intestinal i anèmia.

## Història
Se sap que en l'antic Egipte es reconeixia la uncinariosi, descrita en 1600 aC en els papir Ebers: clorosi tropical o d'Egipte. Angelo Dubini va publicar en 1843 la descripció i li va donar el nom a l'organisme. Pocs anys després, a la fi del segle xix, Arthur Loss va descriure el cicle de vida correctament.

## Morfologia
Ancylostoma duodenale és un cuc rodó, de fins a 2 cm de llarg. Com la resta dels nematodes són organismes amb sexes separats. Manquen de llavis però la boca està proveïda d'una càpsula amb quatre ganxos o dents tallants amb les quals s'adhereix a les pilositats de la mucosa de l'intestí.

## Cicle vital
Ancylostoma duodenale és un paràsit intestinal dels humans que pot penetrar en l'hoste per via cutània i per via oral. Viu fixat per la càpsula bucal a la mucosa del duodè i el jejú, i s'alimenta de sang, per la qual cosa sol provocar anèmia. La femella produeix ous amb només quatre blastòmers, que continuen la segmentació al medi extern i alliberen una larva rabditoide (del primer estadi), que passa a estrongiloide (del segon estadi) i, finalment, a estrongiloide embeinada (del tercer estadi), molt resistent, ja que pot arribar a viure fins a deu mesos al sòl, i fins a divuit mesos en l'aigua. Aquest últim estadi és el que penetra per via cutània, (especialment a través dels peus de les persones que caminen descalces en sols infectats) o també bucal. A través del reg sanguini migra fins als pulmons, d'allà passa a la tràquea, l'esòfag i finalment al duodè, on s'instal·la; passa dues mudes i es transforma en adult.

## Epidemiologia
A. duodenale és prevalent al sud d'Europa, nord d'Àfrica, l'Índia, Xina, sud-est asiàtic, petites àrees dels Estats Units, illes del Carib i Amèrica del sud. Aquest cuc és conegut en l'àmbit de la mineria ja que la humitat i la temperatura de les mines esdevenen un hàbitat ideal per als ous i el desenvolupament dels estadis juvenils. S'estima que al món hi ha mil milions d'infectats. La manera com les larves penetren en el cos humà es va descriure als anys 1880, arran d'una epidèmia d'ancilostomosi entre els treballadors que excavaven el túnel de Gotthard a Suïssa, en unes condicions de calor i humitat.